# Томас Рек
Томас Рек (нім. Thomas Reck, 16 січня 1964) — західнонімецький хокеїст на траві.
Срібний призер Олімпійських Ігор 1984, 1988 років.